# Vraneštica
Vraneštica (in macedone Вранештица?) è un comune urbano della Repubblica di Macedonia di 1 322 abitanti (dati 2002). La sede comunale è nella località omonima

## Società

### Evoluzione demografica
In base al censimento del 2002 gli abitanti sono così suddivisi dal punto di vista etnico:
- Macedoni = 587
- Albanesi = 453
- Turchi = 279
- Altri = 3

## Località
Il comune è formato dall'insieme delle seguenti località:
- Čelopeci
- Atiša
- Bigor Dolenci
- Dupjani
- Karabunica (Karbunica)
- Kozičino
- Krušica
- Miokazi
- Orlanci
- Patec
- Rabetino
- Rečani Čelopečko
- Staorec
- Svetorače
- Vraneštica (sede comunale)